# Foulterflass
Der Foulterflass, auch Ruisseau de Thollenweyer genannt, ist ein knapp drei Kilometer langer Bach in der wallonischen Provinz Luxemburg und der rechte und südliche Quellbach des Dreibaachs.

## Geographie

### Verlauf
Der Foulterflass entsteht südöstlich von Heinstert auf einer Höhe von etwa 400 m O.P. in einer landwirtschaftlich genutzten Landschaft. Er fließt zunächst etwa zweihundertfünfzig Meter in südsüdöstlicher Richtung durch Ackerland, wechselt dann seine Richtung nach Südosten und fließt nun durch Grünland. Danach passiert er den Wald Bartbësch. Am Ostrand des Waldes wird er auf seiner linken Seite von dem aus dem Nordwesten kommenden Ruisseau de Leschwies gespeist. Der Foulterflass läuft nun durch eine Feuchtwiese und vereinigt sich schließlich  in Attert-Post auf einer Höhe von etwa 309 m O.P. nördlich der Straßenecke Voie des Champs Mêlés/Rue de Buisson mit dem Ruisseau de Schockville und dem Ruisseau de Post zum Dreibaach.

### Zuflüsse
- Leschwies (links)